# Gibraltar Broadcasting Corporation
Gibraltar Broadcasting Corporation (GBC) — вещательная организация Гибралтара. Обеспечивает население британской заморской территории радио и телевидением с 1963 года.

## История
Созданная по образцу Би-би-си, организация была образована в 1963 году путём объединения частной компании Gibraltar Television и принадлежавшего государству Radio Gibraltar, осуществлявшего регулярное вещание с 1958 года. Однако в отличие от Би-би-си основное финансирование GBC осуществлялось в форме субсидий от правительства. Небольшую часть расходов GBC компенсировала за счёт телевизионной лицензии, которая была отменена в 2006 году.

## Правление
Деятельности корпорации контролируется и управляется правлением, состоящим из председателя и не более чем семи членов, назначаемых губернатором. Подотчётное только губернатору, правление несёт ответственность за корпоративную политику.
Оно назначает генерального директора и других должностных лиц, которым может делегировать любые полномочия за исключением определения корпоративной политики. Правление GBC имеет в организации абсолютную власть.
Председатель и правление действуют через своих постоянных работников, возглавляемых генеральным директором, который подотчётен правлению. И хотя вся широта полномочий в области корпоративной политики принадлежит правлению, в соответствии с ней интересы общественности в области телерадиовещания защищают генеральный директор и его подчинённые, действующие от как доверенные лица правления. С учетом того, что правление в конечном итоге отвечает за всё вещание, его обязанностью является активное участие не только в выборе программ, но и в финансовой и кадровой политике корпорации.
Для выполнения этих задач создан ряд подкомитетов, через которые члены правления и высшие должностные лица участвуют в принятии решений. Только парламент Гибралтара имеет право изменять устав корпорации, а губернатор — принятые решения.

## Radio Gibraltar
Radio Gibraltar ведёт круглосуточное вещание. Программа построена аналогично местным коммерческим радиостанциям Великобритании. Вещание ведётся в FM- и AM-диапазонах, на английском и испанском языках. Часть эфирного времени отдана ретрансляциям BBC World Service. В декабре 2005 года GBC организовала интернет-вещание Radio Gibraltar через веб-сайт корпорации. Прямой радиоэфир продолжается с 7:00 до 20:00 по рабочим дням, после 20:00 станция передает в эфир музыкальные композиции, которые лишь изредка прерываются позывными станции. В AM-диапазоне всю ночь можно слушать передачи BBC. По выходным прямая трансляция ведётся с 8:00 до 21:00 по той же схеме. Передатчик Radio Gibraltar в настоящее время располагается по адресу Саут-Барак-роуд, 17 в южном районе города. С 1958 по 1980-е годы он находился на Веллингтон-Фронт.
В субботу 16 февраля 2008 года Radio Gibraltar отпраздновало свое 50-летие. В ознаменование этого события в студию были приглашены прежние дикторы, в том числе Питер Канеза, Дэвид Хоар, Норма Дельгадо, Джерри Мартинес, Кристин Добинсон и Ричард Картрайт. В течение предшествовавшей недели в эфире звучали воспоминания экс-ведущих, а также прошлые позывные радиостанции. Одним из значимых периодов в истории Radio Gibraltar было связан с испанской блокадой Гибралтара с 1969 по 1982 год, когда оно служило связью между Гибралтаром и соседними община в Испании. Во время юбилейных торжеств в прямом эфире велись репортажи с Мэйн-стрит.
GBC TV подготовила к 50-летию Radio Gibraltar специальную программу. Юбилейные торжества продолжались всю неделю с 18 февраля 2008 года.

## GBC Television
До 1990-х годов, GBC TV оставался единственным англоязычным каналом, доступным в Гибралтаре. Организованная в 1962 году как частная коммерческая станции, компания стала государственной вещательной корпорацией через год, в 1963 году.
GBC, позднее переименованная в GBC TV, изначально размещая в Веллингтон-Фронт, откуда возникло название студии. Из-за своего расположения территория вокруг Веллингтон-Фронт часто затапливалась во время сезона дождей. Вода проникала и в GBC, однажды это произошло во время прямой телевизионной трансляции.
В конце 1970-х GBC TV начала экспериментировать с цветной трансляцией. Цветное вещание окончательно утвердилось в 1980 году, когда телестудия была переведена на Саут-Барак-роуд, 18, в здание, получившее название «Вещательного дома».